# تیم ملی فوتبال زیر ۲۱ سال جبل‌الطارق
تیم ملی فوتبال زیر ۲۱ سال جبل‌الطارق (انگلیسی: Gibraltar national under-21 football team) یا تیم ملی فوتبال جوانان جبل‌الطارق، نماینده کشور جبل‌الطارق در مسابقات فوتبال جوانان اروپا و جهان است که زیر نظر اتحادیه فوتبال جبل طارق فعالیت می‌کند.